# Grande Prêmio do Marrocos
O Grande Prêmio do Marrocos de Fórmula 1 foi disputado entre 1925 e 1958 com várias interrupções, totalizando 13 edições. A última edição, no circuito de Ain-Diab, foi válida pelo temporada de 1958. O vencedor foi o britânico Stirling Moss, pela equipe Vanwall. Mike Hawthorn e Phil Hill, ambos da Ferrari, completaram o pódio. Foi a décima e última corrida da temporada, decidindo o campeonato a favor de Hawthorn, que, com uma ordem de box da Ferrari, conquistou o segundo lugar necessário para garantir o título.
Este grande prêmio foi marcado pelo acidente fatal de Stuart Lewis-Evans, companheiro do Moss, na volta 42 (de 53). Ele teve o carro envolvido pelas chamas resultantes da explosão de seu motor. Retirado de seu Vanwall com graves queimaduras, Evans faleceu seis dias depois num hospital da Inglaterra.

## Vencedores do GP do Marrocos
| Ano                             | Vencedor             | Chassi/Motor | Categoria    | Local      | Resumo   |
| ------------------------------- | -------------------- | ------------ | ------------ | ---------- | -------- |
| 1925                            | Comte de Vaugelas    | Delage       | Touring cars | Casablanca | Detalhes |
| 1926                            | R. Meyerl            | Bugatti      | Touring cars | Casablanca | Detalhes |
| 1927                            | G. Roll              | Georges Irat | Touring cars | Casablanca | Detalhes |
| 1928                            | E. Meyer             | Bugatti      | Touring cars | Casablanca | Detalhes |
| Não realizado em 1929           |                      |              |              |            |          |
| 1930                            | Charles Bénitah      | Amilcar      | Touring cars | Anfa       | Detalhes |
| 1931                            | Stanisław Czaykowski | Bugatti      | Touring cars | Anfa       | Detalhes |
| 1932                            | Marcel Lehoux        | Bugatti      | Touring cars | Anfa       | Detalhes |
| Não realizado em 1933           |                      |              |              |            |          |
| 1934                            | Louis Chiron         | Alfa Romeo   | Touring cars | Anfa       | Detalhes |
| Não realizado entre 1935 e 1953 |                      |              |              |            |          |
| 1954                            | Giuseppe Farina      | Ferrari      | Sports cars  | Agadir     | Detalhes |
| 1955                            | Mike Sparken         | Ferrari      | Sports cars  | Agadir     | Detalhes |
| 1956                            | Maurice Trintignant  | Ferrari      | Sports cars  | Agadir     | Detalhes |
| 1957                            | Jean Behra           | Maserati     | Fórmula 1    | Ain-Diab   | Detalhes |
| 1958                            | Stirling Moss        | Vanwall      | Fórmula 1    | Ain-Diab   | Detalhes |
| Fontes:                         |                      |              |              |            |          |